# Vincenzo Santini
Vincenzo Santini (ur. 1676, zm. 5 lipca 1728) – arcybiskup tytularny Trapezuntu. W latach 1713–21 internuncjusz w Holandii, w latach 1721-22 nuncjusz w Kolonii, a w latach 1722-28 nuncjusz w Polsce.
Sejm Polski uznał, że naruszał on obowiązujące w Rzeczypospolitej prawa, mieszając się do spraw wewnętrznych Polski. Otoczono jego dom strażą marszałkowską, a papieża poproszono o jego odwołanie. Zatarg zakończyła jego śmierć w 1728 roku.